# Frans Cornelis Bake
Frans Cornelis Bake (Leiden, 25 februari 1840 – 's-Hertogenbosch, 22 oktober 1893) was een Nederlands ingenieur die werkzaam was op het gebied van verkeer en waterstaat.

## Familie
Bake was een telg van het patriciërsgeslacht Bake. Hij was een zoon van John Bake (1787-1864), hoogleraar klassieke letteren te Leiden, en Johanna Maria van Roijen (1802-1863). Generaal-majoor ir. William Archibald Bake was zijn oom. Bake trouwde op 18 april 1863 in Oisterwijk met Woutrina Johanna Holleman (1843-1919). Uit dit huwelijk werden drie kinderen geboren, twee dochters en een zoon.

## Carrière
Bake begon in 1856 als 16-jarige zijn studie tot civiel ingenieur aan de Koninklijke Akademie te Delft, de voorloper van de TU Delft. Hij werd toegelaten tot het tweede studiejaar en behaalde zijn ingenieurstitel in juni 1859.
Op 1 oktober van dat jaar trad hij in dienst bij de Hollandsche IJzeren Spoorweg-Maatschappij als toezichthouder bij de waterstaatswerken aan de Hollandse IJssel. Aansluitend kreeg hij de opdracht de terreinopmetingen te doen voor een spoorlijn Den Haag-Leiden-Woerden en de kunstwerken voor die lijn te ontwerpen.
Toen duidelijk werd dat niet binnen afzienbare tijd begonnen kon worden met de aanleg van de spoorlijn, maakte hij in december 1860 de overstap naar de overheidsdienst voor de aanleg van staatsspoorwegen. Zijn eerste belangrijke taak was de aanleg van het spoortraject Tilburg-Helmond, onderdeel van Staatslijn E. 
Toen dit werk in 1866 klaar was, kreeg hij de opdracht voor het ontwerpen van een deel van de spoorbrug over het Hollandsch Diep. De leiding van het moeilijkste gedeelte van de bouw werd aan Bake toevertrouwd. Dat betrof de pneumatische fundering van drie pijlers, een techniek die in Nederland voor de eerste keer werd toegepast.
In 1870 nam Bake ontslag uit overheidsdienst en aanvaardde een functie bij de particuliere Maatschappij tot Exploitatie van Staatsspoorwegen. Zijn eerste standplaats was Almelo. In 1873 werd hij overgeplaatst naar 's-Hertogenbosch, waar hij zich twee jaar later met succes verkiesbaar stelde als lid van de gemeenteraad. In die positie speelde hij een belangrijke rol bij de watervrijmaking van de stad. Hij zag af van een tweede termijn als raadslid maar bleef zich inzetten als medebestuurder van particuliere instellingen in zijn woonplaats, onder andere op het gebied van liefdadigheid en onderwijs.
Per 1 april 1876 trad Bake als hoofdingenieur in dienst van de pas opgerichte Provinciale Waterstaat Noord-Brabant. Daar was hij betrokken bij de onderhandelingen die uiteindelijk leidden tot de scheiding van Maas en Waal. Onder zijn leiding werd de dijkdoorbraak gedicht die bij Nieuwkuijk was ontstaan tijdens de watersnood van 1880-1881. Vanwege zijn doortastend en heldhaftig optreden werd hem het officierskruis uitgereikt in de Orde van de Eikenkroon.
Bake was lid van de commissie die een kanaal ontwierp van 's-Hertogenbosch naar Drongelen dat de afwatering ten noordwesten van 's-Hertogenbosch moest verbeteren. De onteigeningswet die daarmee samenhing werd in 1892 door de Tweede Kamer aangenomen. Het ontwerp is nooit in de oorspronkelijke vorm uitgevoerd omdat het alleen effectief kon zijn in combinatie met waterwerken die nog op uitwerking wachtten. Wel maakten veel elementen ervan in de jaren 1920 onderdeel uit van de verbetering van de afvoer van de Maas. Het tracé van het ontwerp van 1892 is daarbij in detail gevolgd. 
Verder was Bake onder meer betrokken bij de kanalisering van de Zoom, verbeteringswerken aan de Dommel en de bouw van nieuwe afwateringssluizen aan de Roosendaalse Vliet en de Steenbergsche Vliet. Ook ontwierp hij een – overigens nooit aangelegde – spoorlijn van Boxtel via Den Bosch naar Zierikzee.
Op 10 juni 1890 diende hij het 'Plan Bake' in. Het betrof het ontwerp voor een kanaal vanaf de Zuid-Willemsvaart naar de Amer en de Mark, het latere Wilhelminakanaal. Op 23 april 1892 bepleitte een afvaardiging van de Provinciale Staten van Noord-Brabant, aangevuld met Bake, de aanleg van het kanaal in het Ministerie van Waterstaat, Handel en Nijverheid. Het ministerie twijfelde aan de haalbaarheid van het ontwerp. Het zou tot 1923 duren voor het kanaal – volgens een geüpgraded Plan Bake – gerealiseerd werd.
Medio 1893 werd Bake benoemd tot ridder in de Orde van de Nederlandse Leeuw. Enkele maanden later, op 22 oktober 1893, overleed Bake na een kort ziekbed.

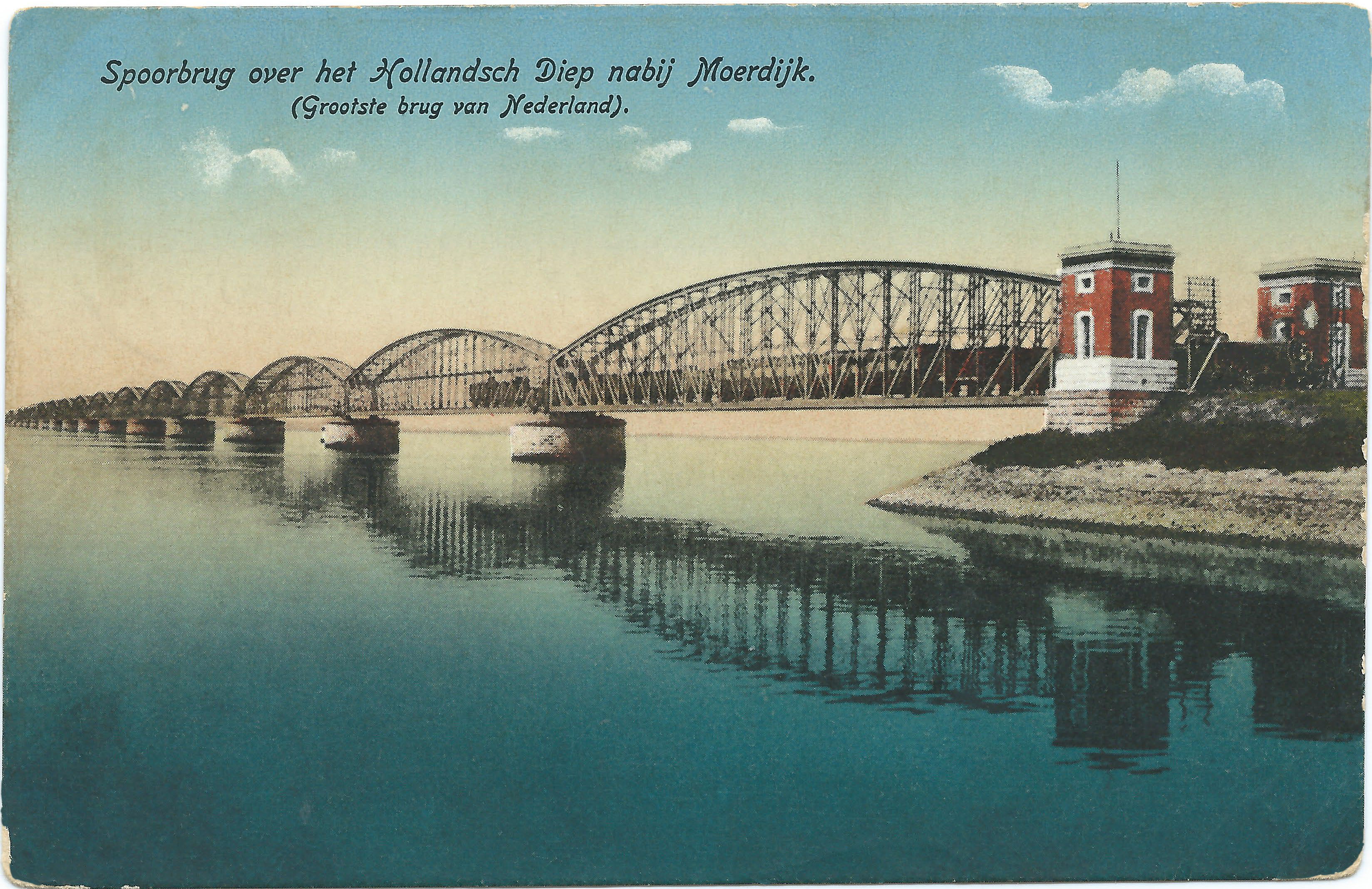
Spoorbrug over het Hollands Diep nabij Moerdijk (1871)
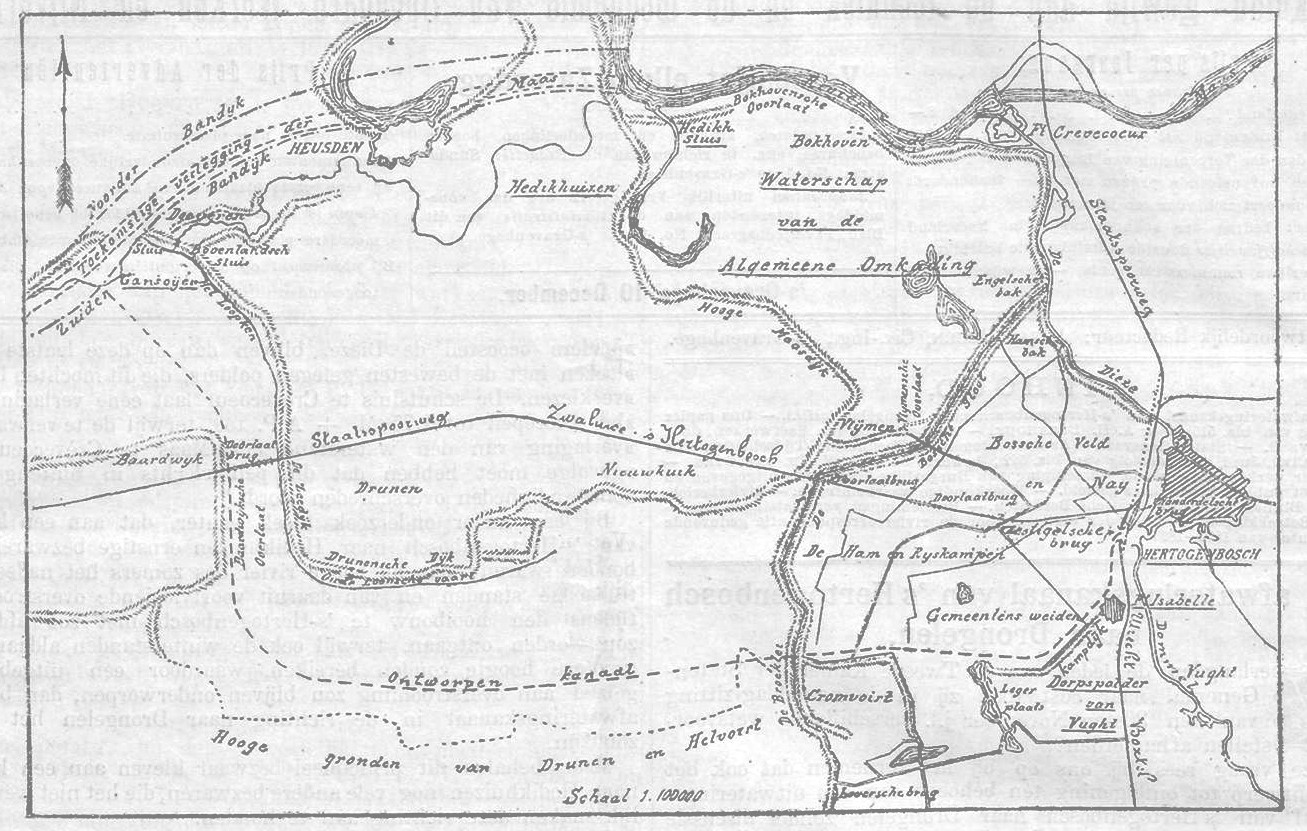
Ontwerp van een afwateringskanaal van 's-Hertogenbosch naar Drongelen (1892)
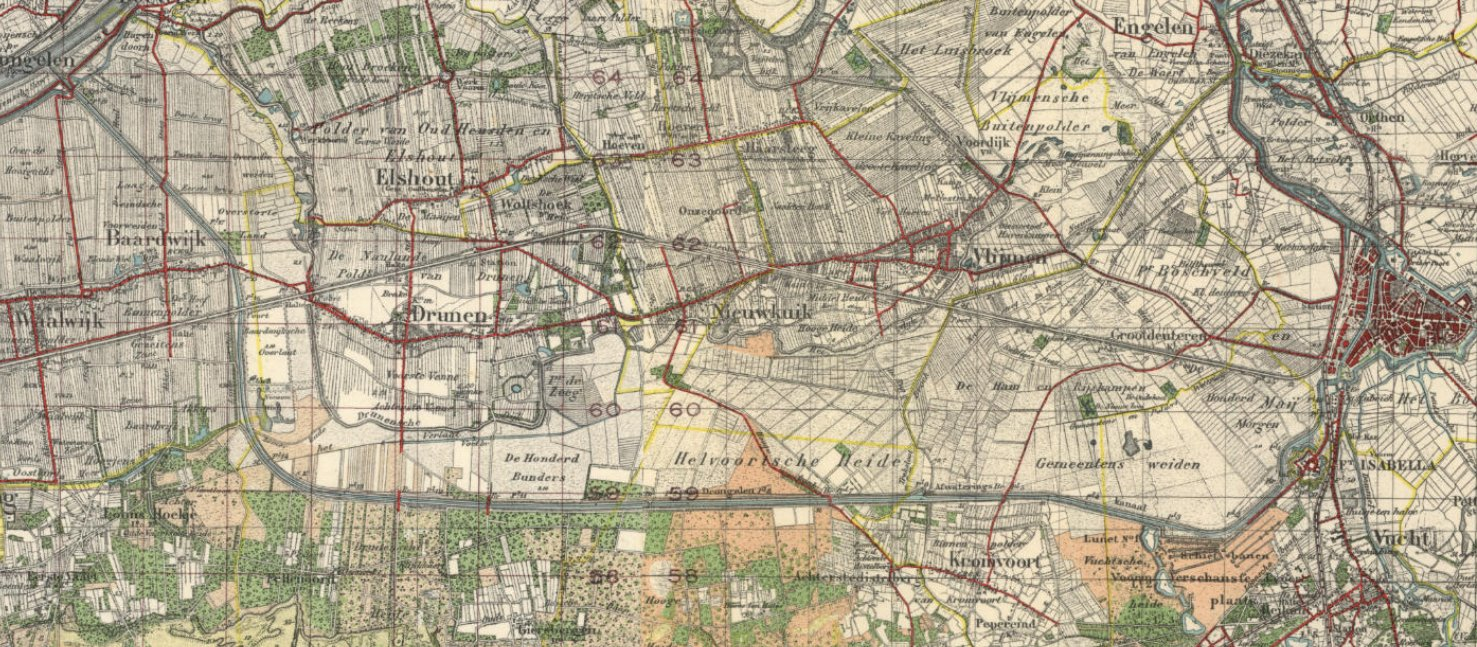
Kanaal 's-Hertogenbosch-Drongelen zoals later aangelegd (1907-1911)
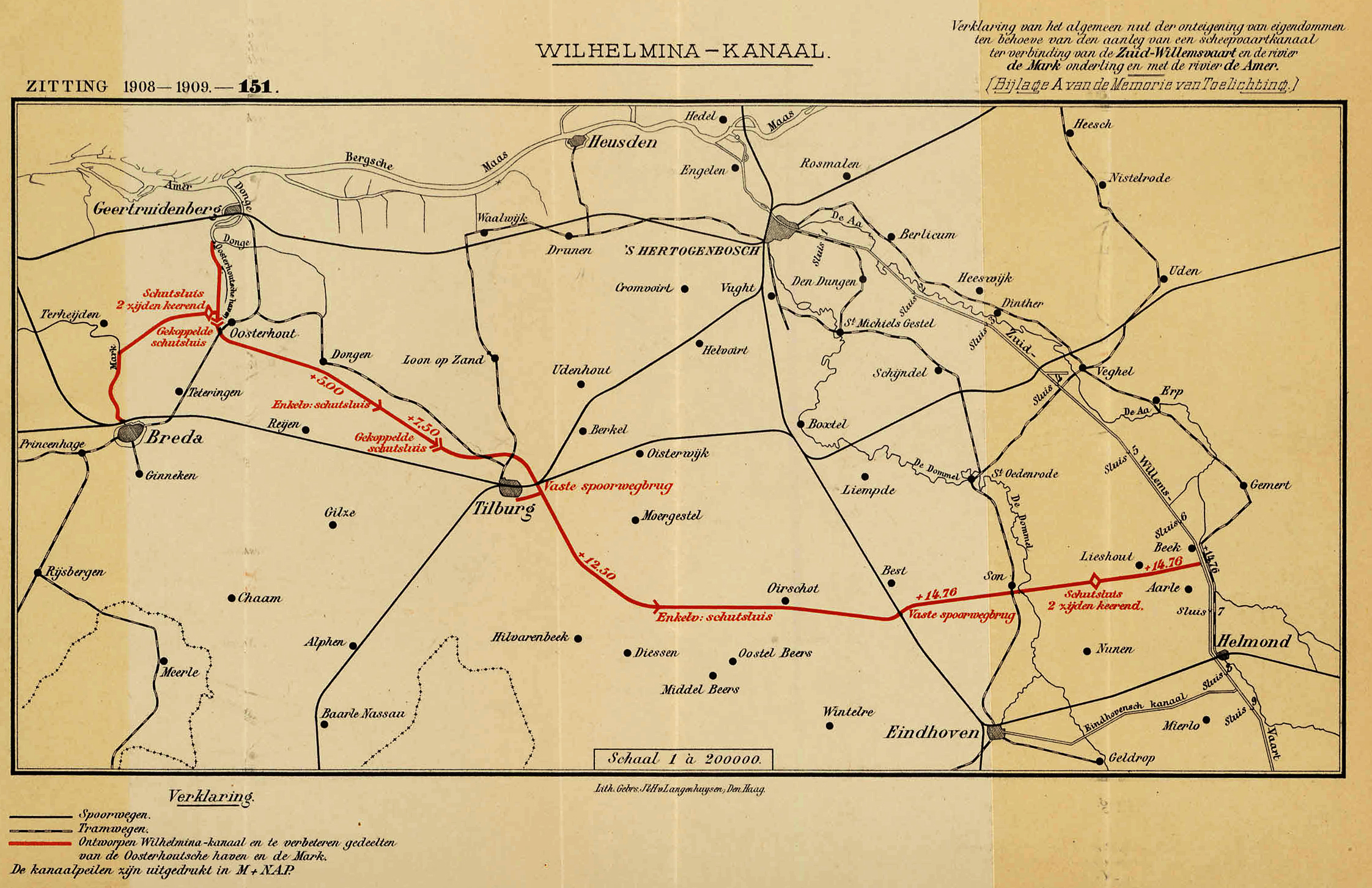
Het Wilhelminakanaal op basis van het 'Plan Bake' (1909)